# ساتر سالسبيري
ساتر سالسبيري (بالإنجليزية: Salisbury screen)‏ أو مبدأ سالسبيري هو أول تطبيق لمواد تمتص الرادار والتي يرمز لها اختصارا عادة برام radar absorbent material ram. كان أول وصف لها في عام 1952 وطبقت على سفينة لتقليل المقطع العرضي الراداري. ثم ظهر العديد من التصميمات المعدلة لهذا النظام خصوصا بعد تزايد الاهتمام بطائرات الشبح ولكن تبقى الأساسيات كما هي.

## المكونات
أبسط تصميم تعريفي لساتر سالسبيري هو أنه يحتوي على:
1. السطح الرئيسي للجسم وهو السطح المعدني للطائرة أو السفينة المطلوب إخفائه من الرادار.
2. عازل قوي محدد السماكة (يستوعب ربع الطول الموجي القادم إليه).
3. وطبقة أخرى أقل سمكا بينهما.

## كيفية العمل
الأساسيات ستكون كالتالي:
1. الموجة العرضية الآتية من حزم رادارية متوازية ستنفصل إلى موجتين متساوية الكثافة ولهما نفس الطول الموجي.
2. الموجة الأولى ستنعكس من الطبقة الخارجية وهي الأقل سماكة بينما الموجة الخرى ستخترق جدار العازل وتنعكس من السطح الرئيسي للجسم ولكن لا تزال بداخل طبقة ساتر سالسبيري.
3. ستتداخل الموجتان المنعكستان مع بعضهما البعض مما يسبب بإلغاء مجالهما الكهربي.

لتفسير تلك الظاهرة يجب أن نتعرف على نظرية التداخل الموجي: إذا تداخلت موجتان وترابطتا ليشكلا موجة واحدة فإن كانا مترابطا الذروة فإن الناتج سيكون مجموع قوتيهما، وإن كانا غير متطابقتين بالمرة فإن قوتهما ستكون متعاكستين وتلغيان بعضهما البعض (وهذا لايحدث إلا إذا زاحت الموجتان عن بعضهما البعض بمقدار نصف طول موجي).
لهذا نلاحظ أن الموجة الثانية بالفقرة 2 سترحل مرتان، مرة من السطح الخارجي للداخل والأخرى من الداخل إلى السطح الخارجي. وبما أن المسافة بين الطبقتين هي ربع الطول الموجي فإن الرحلة ذهاب وإياب ستكون نصف طول موجي مما يسبب للموجتين بإلغاء بعضهما البعض عند اجتماعهما.

## العيوب
هناك بعض المساوئ الداخلية وإن حل بعضها، أحدها هو أن تلك التقنية تعمل على مجال ضيق جدا من الطيف الراداري مما يسبب بضعف تلك الخاصية أمام منطقة تكون محمية برادارات متعددة.
والعيب الآخر هو سماكة ساتر السالسبيري نفسها، فالطول الموجي للرادار يكون ما بين 10سم و1مم, وبحالة ازدياد الطول الموجي فإن السماكة ستزداد إلى مافوق 2.5 سم مما يسبب بصعوبة التعامل معه (كما في حالة الفضاء الجوي) مما حدا للإبحاث بإنتاج طبقات رقيقة جدا من شاشات سالسبيري كأشكال مشروم وتسمى السطح المعدني عالي المعاوقة وهو نوع يدل على التطور العالي لسماكة تلك الشاشات.

## اقرأ أيضا
- مادة ماصة للرادار.
- رادار.
- تقنية التخفي.
- بي 2 سبيريت.